# Michele Collins
Daize Michele de Aguiar Gonçalves (Belo Horizonte, 17 de outubro de 1977), mais conhecida como Michele Collins, é uma administradora e política filiada ao Progressistas (PP) que atua como deputada federal por Pernambuco desde 03 de julho de 2024. É a esposa do deputado estadual Cleiton Collins. 
Tem como uma de suas principais bandeiras o combate ao uso de drogas, trabalhando na reabilitação dos usuários. Foi uma das fundadora de uma ONG chamada Saravida, entidade que assume como um de seus objetivos a "prevenção, tratamento e reinserção de usuários de drogas e seus familiares".
No primeiro mandato na Câmara Municipal do Recife (2013-2016), recebeu 10. 589 votos.

## Biografia
Administradora de empresas por formação, Michele Collins é casada com o deputado estadual Pastor Cleiton Collins (PP) e mãe de três filhos. Tornou-se missionária em 2003, pela Convenção Nacional das Assembleias de Deus no Brasil (CONAMAD). Além das atividades parlamentares, Michele também é ministra do Evangelho, além de apresentar, todas as sextas-feiras, o Programa Mulheres de Fé, transmitido pela Rádio Maranata FM.
No ano de 2013, assumiu a presidência do PP no Recife. Presidiu a Comissão de Direitos Humanos e Cidadania da Câmara Municipal do Recife, foi coordenadora-geral da Frente Parlamentar em Defesa da Familia e da Vida e da Frente Parlamentar de Prevenção à Violência e Políticas de Drogas. Integrou, ainda, as Comissões de Ética Parlamentar e de Revisão à Lei Orgânica. Em 2016, foi reeleita para o seu segundo mandato como a vereadora mais votada do Recife (15.357 votos). 
Em 2024, após o licenciamento de deputada federal Clarissa Tércio, assumiu o mandato na Câmara dos Deputados. 
Tem como uma de suas principais bandeiras a luta contra às drogas, sendo fundadora da ONG Saravida e, juntamente com seu esposo, do Ministério Recuperando Vidas com Jesus, fundado em 1996, que tem por objetivo, "trabalhar no resgate de pessoas que sofrem com a dependência química". Além disso, Michele Collins é fundadora do movimento Mães contra o Crack, da Federação Pernambucana de comunidades Terapêuticas (FEPECT) e da Federação de Comunidades Terapêuticas Evangélicas do Brasil (FETEB); colaboradora do Pauta Brasil de combate às Drogas, vice-presidente da Mesa Diretora da Confederação das Irmãs Beneficente Evangélicas de Pernambuco (CIBEPE), e membro da Rede Mulheres de Visão, que faz parte da Visão Mundial.

## Controvérsias

### Acusação de intolerância religiosa
Michelle Colins se envolveu em uma polêmica após declarar no Facebook, em 4 de fevereiro de 2018 que estaria "orando para quebrar toda a maldição de Iemanjá" em evento realizado na Praia da Boa Viagem, na Zona Sul do Recife. O ato, ocorrido na praia contou com a presença da vereadora e tinha como objetivo orar por Pernambuco e pelo Brasil. "Noite de Intercessão no Recife, orando por Pernambuco e pelo Brasil, na Orla de Boa Viagem, clamando e quebrando toda maldição de Iemanjá lançada contra nossa terra em nome de Jesus. O Brasil é do Senhor Jesus. Quem concorda e crê diz amém", escreveu postagem.
Após essa declaração, a comunidade Terreiro Axé Talabi, um espaço de preservação do Patrimônio Cultural dos Povos e Comunidades Tradicionais de Matriz Africana divulgou uma nota de repudio contra a atitude da vereadora, a acusando de racismo e intolerância religiosa, Pai Júnior de Odé, um dos membros do Conselho Religioso, fez a seguinte declaração: "Esta é uma publicação que fere totalmente o direito de fé e crença de todos nós". A atitude foi considerada uma incitação de ódio às religiões de matriz afro-brasileira. A atitude também resultou na indignação de Jacqueline Alves, a advogada e membro da Comissão de Direitos Humanos da OAB e do Coletivo Jurídico do Terreiro Axé Talabi.
Em sua defesa, a vereadora expôs a seguinte declaração em nota oficial de sua assessoria de imprensa: "em nenhum momento [a vereadora] teve a intenção de ofender ou propagar qualquer mensagem de ódio religioso". Ainda no comunicado, ela alegou uma falha na elaboração do texto e pediu desculpas aos que se ofenderam. "A Missionária é veementemente contra qualquer intolerância religiosa, inclusive já deletou a postagem de suas redes sociais", dizia a nota.
No dia 3 de janeiro de 2019, o Ministério Público de Pernambuco (MPPE) ajuizou ação civil pública em desfavor de Michelle Collins em razão de publicações. Por meio da ação, o MPPE requereu à Justiça que condenasse a missionária a pagar R$ 100 mil de indenização por danos morais coletivos, a serem revertidos ao Fundo Estadual de Assistência Social (FEAS), e a reparar a violação ao direito humano à liberdade religiosa mediante a publicação, na sua página pública do Facebook, de um texto elucidativo sobre Iemanjá. O MPPE pleiteou que o texto deveria ser fixado no topo da linha de tempo da página da Missionária por 30 dias.

Em Agosto de 2020, Michele Collins juntamente com seu marido Cleiton Collins se envolveram em mais uma polêmica ao ser contra o processo de aborto de uma menina de 10 anos que foi estuprada pelo próprio tio 